# Ankylopteryx pallidula
Ankylopteryx pallidula är en insektsart som beskrevs av Bo Tjeder 1966. Ankylopteryx pallidula ingår i släktet Ankylopteryx och familjen guldögonsländor. Inga underarter finns listade i Catalogue of Life.